# جی‌تی مولنر
جی‌تی مولنر (به انگلیسی: JT Mollner)، فیلم‌ساز، فیلم‌نامه‌نویس و بازیگر آمریکایی است. او بیش‌تر برای ساخت فیلم‌های مستقل و کم بودجه با سبک وسترن معاصر شناخته شده است. مولنر فعالیت خود را از سال ۲۰۰۸ و با ساخت فیلم‌های کوتاه آغاز کرد. او نخستین فیلم خود با عنوان قانون‌شکنان و فرشتگان را در سال ۲۰۱۶ کارگردانی کرد که در جشنواره فیلم ساندنس به نمایش درآمد. دومین فیلم مولنر با نام دلبر عجیب (۲۰۲۳) تحسین گسترده منتقدان را به همراه داشت. مولنر همچنین فیلم‌نامه فیلم پیاده‌روی طولانی (۲۰۲۵) را بر اساس رمانی به همین نام نوشته استیون کینگ نگارش کرده که فرانسیس لارنس کارگردانی آن را انجام داده است.